# Котыгъёган (приток Сабуна)
Котыгъёган (Котынгъёган; устар. Котыг-Ёган) — река в России, протекает по Нижневартовскому району Ханты-Мансийского АО. Устье реки находится в 43 км по правому берегу реки Сабун. Длина реки — 150 км, площадь водосборного бассейна — 2750 км². Высота истока — 90 м над уровнем моря. Высота устья — 521 м над уровнем моря.

## Притоки
- 30 км: Ёкканъёган (пр)
- 47 км: Сатогъёган (пр)
- 57 км: Иголъёго (лв)
- 64 км: Ай-Котыгъёган (лв)
- 88 км: Сугмутынъёган (Сёхмитынгъёган) (лв)
- 111 км: Сартигол (пр)
- 122 км: Соимкотынгъёган (пр)

## Данные водного реестра
По данным государственного водного реестра России относится к Верхнеобскому бассейновому округу, водохозяйственный участок реки — Вах, речной подбассейн реки — бассейн притоков (Верхней) Оби от Васюгана до Ваха. Речной бассейн реки — (Верхняя) Обь до впадения Иртыша.